# 'Aoa
ʻAoa ist ein Dorf an der Nordost-Küste der Insel Tutuila in Amerikanisch-Samoa in Vaifana County. Es liegt an einer tiefen Bucht mit einem sandigen Strand. Es ist durch eine Straße mit Amouli an der Südküste verbunden. Es ist die älteste Stelle auf der Insel, in welcher Keramik hergestellt wird. Eine Versorgung mit Frischwasser besteht durch das Fließgewässer, welches durch das Dorf fließt.
Über 40 antike Sternhügel wurden im Busch nahe 'Aoa entdeckt. Die Dorfhäuptlinge glauben, dass diese erhöhten Steinplattformen zur Ausübung eines antiken Taubenfangensports benutzt wurden. Archäologen wiederum glauben, dass die Hügel als militärische Ausgucke verwendet wurden, was ihre strategische Platzierung erklären würde. Von diesen sollen dann herannahende feindliche Kanus erkannt worden sein. Die hier gefundenen Tonscherben werden auf ein Alter von 500 v. Chr. geschätzt. Die Tourismusbehörde unterhielt hier ein Lager mit Duschen als auch Einrichtungen zum Grillen. Dieses wurde aber im Jahr 1994 geschlossen.
Es ist einer der wenigen Plätze von Amerikanisch-Samoa, wo es noch Teile des ursprünglichen Mangrovenwaldes gibt. Die größten dieser Wälder sind in Nu'uuli und Leone zu finden.

## Geschichte
Im Jahr 1942 wurde der aus Österreich in die USA emigrierte Karl Paul Lippe als Mitglied des United States Marine Corps in das Dorf einquartiert. Beim Empfang wurde er von obersten Häuptling Logo umarmt, dieser lud in gleich ein in sein Fale einzuziehen. Letztlich verliebte sich Lippe in die Tochter des Häuptling Malele. Als er zum Kriegsdienst einberufen wurde, war diese gerade von ihm schwanger. Nach dem Zweiten Weltkrieg versuchte er Amerikanisch-Samoa zu besuchen, ihm wurde aber mitgeteilt, dass sich niemand ohne die Erlaubnis des Marinegouverneurs auf der Insel niederlassen dürfe. Seine Anfrage diesbezüglich wurde zuerst abgelehnt, später jedoch akzeptiert, als er Kontakt mit dem Marinechef in Washington aufnehmen konnte.

## Geografie
Das steile und bergreiche Terrain der Nordostküste trennt das Dorf an der Küste von Pago Pago und anderen Dörfern der Insel Tutuila. Im Jahr 1975 verband es eine schmale und nicht asphaltierte Straße mit den Nachbardörfern.

## Demografie
| Bevölkerungszuwachs | Bevölkerungszuwachs |
| ------------------- | ------------------- |
| 2010                | 855                 |
| 2000                | 507                 |
| 1990                | 491                 |
| 1980                | 304                 |
| 1970                | 271                 |
| 1960                | 202                 |
| 1950                | 194                 |
| 1940                | 141                 |
| 1930                | 137                 |